# Jean-Marie Dallet (linguiste)
Pour les articles homonymes, voir Jean-Marie Dallet et Dallet (homonymie).
Jean-Marie Dallet (21 novembre 1909 - 3 août 1972) est un prêtre catholique français, Père blanc en Algérie et linguiste spécialiste du berbère, en particulier de la langue kabyle.
En 1934 rejoint Jacques Lanfry à Larbaâ Nath Irathen, où il a passé le reste de sa vie. Il s'est intéressé très tôt à la langue et à la culture berbère et a commencé à étudier la langue kabyle.
De 1946 jusqu'à sa mort en 1972, il a été le directeur du Fichier de documentation berbère, une publication périodique spécialisée dans les études berbères. Il a également publié plusieurs ouvrages sur la langue kabyle, parmi lesquels figure un dictionnaire kabyle-français publié à titre posthume.

## Œuvres
- Les cahiers de Belaid ou la Kabylie d'Antan, FDB Fort National, 1963
- Contes Kabyles inédits , FDB Fort National, 1967
- Dictionnaire Kabyle-Français, SELAF - Societe d'Etudes Linguistiques et Anthropologiques de France, 1982  (ISBN 2852971437).
- Dictionnaire Francais-Kabyle, Parler Des at Mangellat (Algérie), SELAF - Societe d'Etudes Linguistiques et Anthropologiques de France, 1985.